# Hungarian Ladies Open 2018
Hungarian Ladies Open 2018 — тенісний турнір, що проходив на закритих кортах з твердим покриттям у Будапешті (Угорщина). Це був 22-й за ліком Hungarian Ladies Open. Належав до серії International у рамках Туру WTA 2018. Тривав з 19 до 25 лютого 2018 року.

## Учасниці основної сітки в одиночному розряді

### Сіяні
| Країна     | Гравчиня            | Рейтинг1 | Сіяна |
| ---------- | ------------------- | -------- | ----- |
| Словаччина | Домініка Цібулкова  | 30       | 1     |
| КНР        | Ч Шуай              | 34       | 2     |
| Угорщина   | Тімеа Бабош         | 35       | 3     |
| Румунія    | Сорана Кирстя       | 38       | 4     |
| Румунія    | Міхаела Бузернеску  | 43       | 5     |
| Білорусь   | Олександра Соснович | 46       | 6     |
| Сербія     | Александра Крунич   | 47       | 7     |
| Хорватія   | Донна Векич         | 50       | 8     |

- 1 Рейтинг подано станом на 12 лютого 2018

### Інші учасниці
Нижче наведено учасниць, які отримали вайлд-кард на участь в основній сітці:
- Антонія Лоттнер
- Фанні Штоллар
- Панна Удварді

Учасниця, що потрапила в основну сітку завдяки захищеному рентингові:
- Сабіне Лісіцкі

Нижче наведено гравчинь, які пробились в основну сітку через стадію кваліфікації:
- Їсалін Бонавентюре
- Яна Чепелова
- Магдалена Френх
- Георгіна Гарсія Перес
- Родіонова Аріна Іванівна
- Роберта Вінчі

Як щасливий лузер в основну сітку потрапили такі гравчині:
- Вікторія Кужмова

### Знялись з турніру
До початку турніру
- Тімеа Бачинскі → її замінила  Осеан Доден
- Анна-Лена Фрідзам → її замінила  Катерина Козлова
- Маргарита Гаспарян → її замінила  Полін Пармантьє
- Магда Лінетт → її замінила  Моніка Нікулеску
- Крістина Плішкова → її замінила  Вікторія Кужмова
- Магдалена Рибарикова → її замінила  Лара Арруабаррена

## Учасниці основної сітки в парному розряді

### Сіяні
| Країна          | Гравчиня                     | Країна   | Гравчиня           | Рейтинг1 | Сіяна |
| --------------- | ---------------------------- | -------- | ------------------ | -------- | ----- |
| Бельгія         | Кірстен Фліпкенс             | Швеція   | Юганна Ларссон     | 71       | 1     |
| Велика Британія | Анна Сміт                    | Чехія    | Рената Ворачова    | 82       | 2     |
| Росія           | Дзаламідзе Натела Георгіївна | Грузія   | Оксана Калашникова | 127      | 3     |
| Нідерланди      | Леслі Керкгове               | Білорусь | Лідія Морозова     | 128      | 4     |

- 1 Рейтинг подано станом на 12 лютого 2018

### Інші учасниці
Нижче наведено пари, які отримали вайлдкард на участь в основній сітці:
- Анна Бондар /  Агнеш Букта
- Дальма Гальфі /  Панна Удварді

## Переможниці

### Одиночний розряд
- Алісон ван Ейтванк —  Домініка Цібулкова, 6–3, 3–6, 7–5

### Парний розряд
- Георгіна Гарсія Перес /  Фанні Штоллар —  Кірстен Фліпкенс /  Юганна Ларссон, 4–6, 6–4, [10–3]